# BelToll

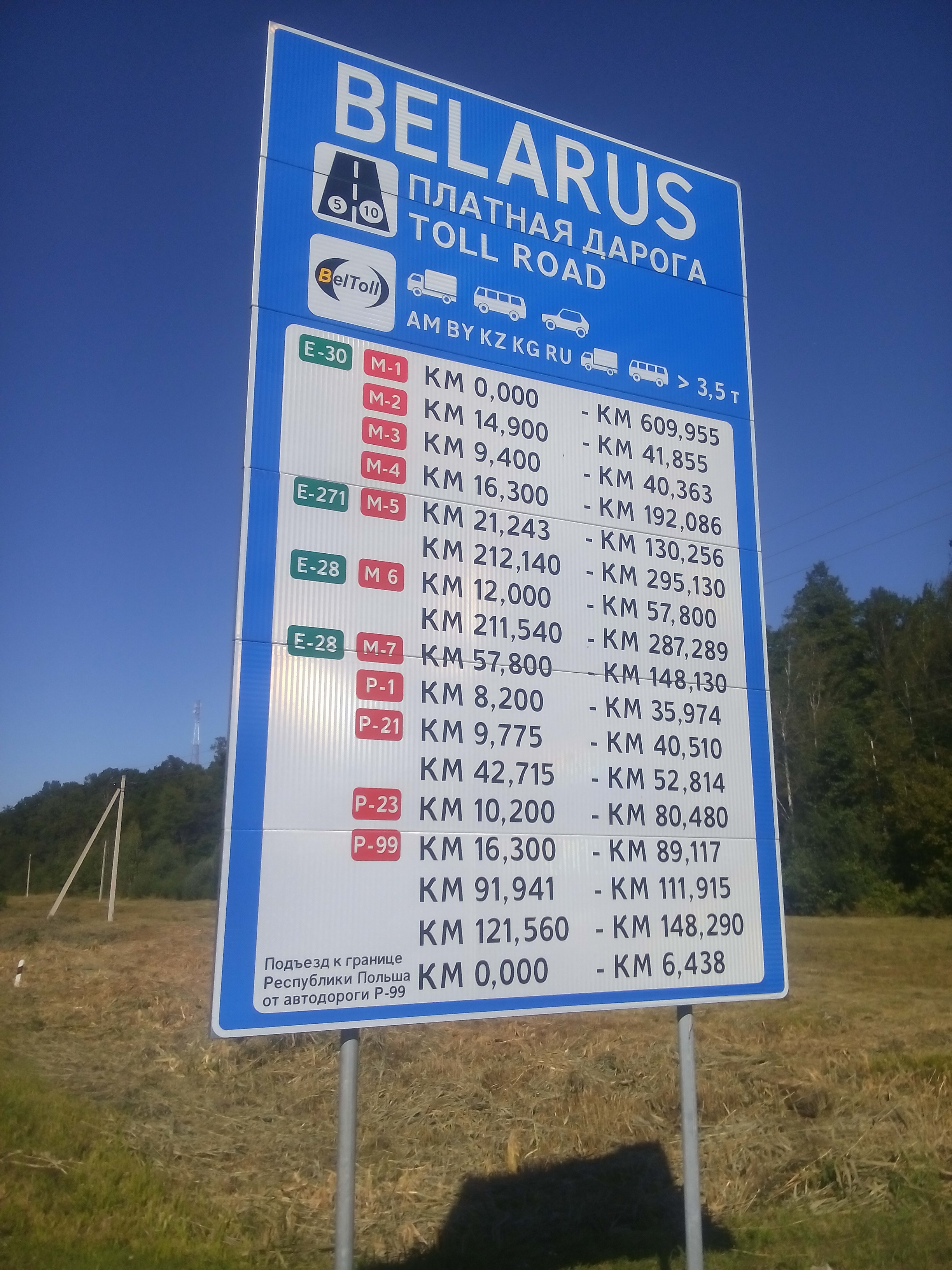
Вказівник платної дороги біля агромістечка Нова Гута

BelToll (біл. БелТол) — система електронної сплати за проїзд на платних дорогах Республіки Білорусь, введена до комерційної експлуатації 1 липня 2013 року. Загальна протяжність всіх платних доріг країни складає 1 613,6 км.

## Історія
Реалізацією проекту займається австрійська компанія Kapsch TrafficCom.
На першому етапі системою BelToll було охоплено 815 км державних автошляхів:
- M1/E30 Берестя (Козловичі) — Мінськ — кордон Російської Федерації (Редьки)

- M2 Мінськ — Національний аеропорт «Мінськ»

- M3 Мінськ — Вітебськ

- M4 Мінськ — Могильов

- M5/E271 Мінськ — Гомель

- M6/E28 Мінськ — Гродно — кордон Республіки Польща (Брузги)

1 листопада 2015 до системи BelToll було додатково включено 323,5 км білоруських автошляхів: ділянки доріг Р99, Р23 і Р21, а також ділянки республіканських трас M5 та M6.
1 листопада 2016 року введено оплату на двох нових ділянках республіканських автошляхів: M5 Мінськ — Гомель з 130 км до 212 км та Р23 Мінськ — Мікашевичі з 80 км до 99 км. Таким чином протяжність мережі платних доріг було збільшено на 101 км.

## Список платних доріг
| Дорога                                                                     | Початок платної ділянки, км | Кінець платної ділянки, км | Платний відрізок, км |
| -------------------------------------------------------------------------- | --------------------------- | -------------------------- | -------------------- |
| M1/E30 Берестя (Козловичі) — Мінськ — кордон Російської Федерації (Редьки) | —                           | 609                        | 609                  |
| M2 Мінськ — Національний аеропорт «Мінськ»                                 | 15                          | 42                         | 27                   |
| M3 Мінськ — Вітебськ                                                       | 9                           | 41                         | 32                   |
| M4 Мінськ — Могильов                                                       | 16                          | 192                        | 176                  |
| M5/E271 Мінськ — Гомель                                                    | 21                          | 295                        | 274                  |
| M6/E28 Мінськ — Гродно — кордон Республіки Польща (Брузги)                 | 12                          | 57                         | 45                   |
| M6/E28 Мінськ — Гродно — кордон Республіки Польща (Брузги)/Щучин — Гродно  | 211                         | 287                        | 76                   |
| M7/E28 Мінськ — Ошмяни — кордон Литовської Республіки (Кам'яний Лог)       | 57                          | 148                        | 91                   |
| Р1 Мінськ — Дзержинськ                                                     | 8                           | 35                         | 27                   |
| Р21 Вітебськ — Ліозно                                                      | 9                           | 53                         | 41                   |
| Р23 Мінськ — Мікашевичі                                                    | 10                          | 99                         | 89                   |
| Р99 Барановичі — Вовковиськ — Пограничний — Гродно                         | 16                          | 149                        | 120                  |
| Під'їзд від Р99 Барановичі — Гродно до кордону з Польщею                   | 0                           | 7                          | 6,5                  |

## Принцип дії
Система сплати за проїзд BelToll працює на основі спеціалізованого пристрою, встановленого всередині транспортного засобу. Цей пристрій працює на основі радіозв'язку на коротких відстанях (DSRC), який використовується в багатьох країнах світу. Ця технологія дозволяє сплачувати за користування дорогою без необхідності зниження швидкості або вибору певної смуги руху при проїзді через станції збору оплати. Завдяки використанню цієї системи на автошляхах забезпечується неперервний багатосмугових дорожній рух.
На платних дорогах знаходяться станції збору оплати за проїзд (металічні портали), оснащені прийомопередатчиками, котрі забезпечують обмін інформацією з бортовим пристроєм, встановленим на вітровому склі автомобіля. При проїзді транспортного засобу через станцію збору оплати система автоматично списує кошти з рахунку бортового пристрою. Рахунок створюється під час реєстрації користувача в системі та отримання бортового пристрою.

## Отримання бортового пристрою
Для отримання бортового пристрою необхідно звернутися до пунктів обслуговування електронної системи сплати BelToll, які розташовані поблизу автодоріжних прикордонних переходів, уздовж самих платних доріг та у всіх обласних центрах Білорусі. Пункти працюють цілодобово. Бортовий пристрій потрібно прикріпити на вітровому склі автомобіля; списання коштів за проїзд здійснюється при проїзді транспортного засобу під порталами збору оплати.
На деяких автомобілях може бути встановлено т.зв. металізоване або атермальне вітрове скло. У такому випадку користувач має заздалегідь уточнити у виробника, де саме знаходиться неметалізована зона, та розмістити бортовий пристрій згідно з інструкцією.
Кожного разу при проїзді під станцією збору оплати пристрій має подати один звуковий сигнал. Якщо сигналу нема або пристрій подає більше одного сигналу — необхідно припинити рух платною дорогою, оскільки перший штраф у розмірі 100 євро вже надійшов до системи. В такому випадку треба негайно звернутися до найближчого пункту обслуговування, перед тим зателефонувавши до гарячої лінії за номером +375 172 798 798 та зареєструвавши своє звернення.
Видача несправних бортових пристроїв для збору оплати карається завищеними штрафами.

## Хто має сплачувати
Оплата стягується з:
- механічних транспортних засобів з технічно допустимою загальною вагою більше 3,5 т;
- механічних транспортних засобів з технічно допустимою загальною вагою до 3,5 т, зареєстрованих поза межами ЄАЕС.[4]

Від оплати за проїзд платними дорогами, які входять до системи BelToll, звільнено водіїв:
- транспортних засобів, зареєстрованих на території країн-членів ЄАЕС, з технічно допустимою загальною вагою не більше 3,5 т та буксовані ними причепи;
- мопедів та мотоциклів;
- колісних тракторів та самохідних машин, зареєстрованих на території Республіки Білорусь;
- транспортних засобів оперативного призначення;
- транспортних засобів, які використовуються з метою забезпечення обороноздатності та правопорядку;
- маршрутних транспортних засобів, які здійснюють міські перевезення пасажирів;
- транспортних засобів, які використовуються з метою ліквідації надзвичайних ситуацій або перевезення вантажів гуманітарної допомоги населенню Республіки Білорусь та інших держав.

Президент Республіки Білорусь Олександр Лукашенко у своєму указі № 349 від 10 серпня 2015 року постановив звільнити від сплати за проїзд транспортні засоби з технічно допустимою загальною вагою не більше 3,5 т, зареєстровані на території Донецької та Луганської областей України, та буксовані ними причепи.

## Вартість та сплата проїзду

### Вартість проїзду
| Транспортні засоби з допустимою загальною вагою до 3,5 т включно              | 0,04 євро/км  |
| Транспортні засоби з допустимою загальною вагою більше 3,5 т, 2 осі           | 0,09 євро/км  |
| Транспортні засоби з допустимою загальною вагою більше 3,5 т, 3 осі           | 0,115 євро/км |
| Транспортні засоби з допустимою загальною вагою більше 3,5 т, 4 осі та більше | 0,145 євро/км |

Для руху платними автошляхами необхідно отримати бортовий пристрій, за який додатково треба внести заставу (20 євро для транспортного засобу з допустимою загальною вагою не більше 3,5 т та 50 євро для транспортного засобу з допустимою загальною вагою більше 3,5 т).
Оплату за проїзд можна вносити готівкою у білоруських рубелях, банківськими картками систем VISA, MasterCard (у будь-якій валюті) або Белкарт. Також сплатити за проїзд платною дорогою можна за допомогою паливних карт Е100, Eurowag, euroShell, Berlio, «Білорусьнафта».

### Сплата у збільшеному розмірі
У випадку виявлення факту порушення порядку користування платними автошляхами Білорусі вноситься оплата у збільшеному розмірі, яка стягується із власника транспортного засобу. До порушень порядку сплати належать наступні випадки:
Повна несплата
- відсутність бортового пристрою на транспортному засобі, на який поширюються зобов'язання сплати за проїзд;
- відсутність фіксації внесення оплати за проїзд на бортовому пристрої;
- використання несправного бортового пристрою;
- використання бортового пристрою, який не дозволяє здійснити сплату за проїзд у встановленому порядку;
- використання бортового пристрою з порушенням порядку технічної експлуатації;
- неправомірне використання бортового пристрою, призначеного для транспортних засобів, звільнених від сплати за проїзд платними дорогами.

Неповна сплата
- використання на транспортному засобі бортового пристрою зі встановленою меншою кількістю осей, аніж визначено інструкцією для даного транспортного засобу;
- використання бортового пристрою, не персоналізованого для даного транспортного засобу.

Розмір сплати за проїзд транспортних засобів платними автомобільними дорогами Республіки Білорусь у збільшеному розмірі:
- для транспортних засобів з допустимою загальною вагою до 3,5 т включно ≤ 3,5 т при повній несплаті стягується 100 євро, при неповній — 50 євро;
- для транспортних засобів з допустимою загальною вагою більше 3,5 т при повній несплаті стягується 260 євро, при неповній —130 євро.

## Зовнішні посилання
- Офіційна сторінка [Архівовано 29 жовтня 2014 у Wayback Machine.] (біл.)
- Новини про BelToll (англ.) в електронній системі оплати Berlio
- Новини про BelToll (рос.) на сайті «Білорусьнафти»